# Холодне сонце
«ХОЛОDНЕ СОНЦЕ» — український рок-гурт. Створений у 2001 році. У своєму творчому доробку має 3 студійних альбоми, 8 синглів та 7 офіційних відеокліпів. Здійснював релізи на лейблах Sony BMG Music Entertainment, Metal Mind, Moon Records, Atlantic Music, Tridens Records, Країна Мрій.
Неодноразово брав участь у більше, ніж 15 фестивалях, зокрема разом з «Кому Вниз» представляв Україну на найбільшому в Європі готичному фестивалі Wave-Gotik-Treffen (травень 2007). Автор головних тем трилогії Ninjas vs, знятої американською компанією «Endlight Entertainment».

## Біографія
Засновником та вокалістом гурту є Василь Гоцко, корінний тернополянин. Саме його ідея створити власний гурт матеріалізувалася навесні 2001 року після публікації оголошення у газеті.
На початку склад колективу змінювався й оновлювався ледь не частіше за пори року, що сприяло еволюції власного звучання «Сонця».
Результатом експериментів, наполегливої праці та кооперації з Українським Готичним Порталом став перший альбом «Промені Сліз» (Atlantic Records), 2004 року. Щирі тексти, приємний мелодизм та помірна металева важкість з легким готичним післясмаком сподобалися слухачам, і не тільки українським — саунд гурту знайшов своїх прихильників і за кордоном. Це довела перемога у конкурсі реміксів австрійського проєкту L'Ame Immortelle, коли ремікс хлопців на пісню «Calling» увійшов до синглу «Fallen Angel», що був випущений лейблом BMG у Європі.
Із формуванням звучання склад «ХОЛОDНОГО СОНЦЯ» також поступово набував сталості. Постійним гітаристом став Денис Коваленко, Василь Завислюк чаклував над синтезаторами і програмуванням, згодом на місце бас-гітариста прийшов Артемій Яковлєв, а останнім до музикантів долучився Роман Літинський, ставши почесним ударником рокового виробництва. Набирали обертів сценічні виступи та участь у телевізійних проєктах, як от «Свіжа кров» на музичному каналі «М1».
З початком другої п'ятирічки нового тисячоліття хлопці заходилися бомбити фестивалі «темної» сцени — «GothLand» у Москві, «DarkWay» у Мінську, вітчизняний «Діти ночі-2», польський «Castle Party» та інші. Незабутнім як для глядачів, так і для команди лишився виступ на «Wave Gotik Treffen» у 2007 році. Гурту випало грати на одній сцені з такими роковими монстрами, як Entwine, Crematory та Amorphis. На цьому епічному заході професійні стосунки між виконавцями переросли у дружні, а всеєвропейськовідомий фінський гурт Entwine навіть був пригощений українською горілкою.
Концертна діяльність стає головним напрямком на кілька наступних років, хоча інколи музиканти беруть паузи для цікавих студійних проєктів. Одним з таких у 2006 році став контракт з Олегом Скрипкою про видання танцювального реміксу на пісню «Зникле у сні» у збірці «Українська сучасна лірична пісня», що входить до Скрипкової серії «Шедеври української музики». Далі був кавер на головну тему з фільму «Трансформери», який так припав до душі американському акторові Деніелу Росу, що згодом це вилилося у кількарічну співпрацю із ним та режисером Джастіном Тімпейном у вигляді написання саундтреків до серії жахалок «Ninjas vs …».
Кінець 2008 року відзначився ефектною музичною презентацією детективного романа-giallo «Кривава осінь у місті Лева» Олександра та Наталки Шевченків за участю «ХОЛОDНОГО СОНЦЯ», а також виходом довгоочікуваного другого студійного альбому музикантів — «Театру Темних Пелюсток» (MOON Records). Його презентація не менш ефектно відбулася у київському театрі «Сузір'я». Звук гурту на цьому диску виходить на новий рівень якості. Усі п'ятнадцять композицій сприймаються як одне ціле, як за рівнем запису, так і за текстовим наповненням. Прекрасну студійну роботу довершує стильне оформлення альбому, що вийшов у вигляді мультимедійного диску.
Співпраця гурту із подружжям Шевченків продовжилася створенням письменниками лялькового кліпу на пісню «В останні Хвилини». Далі гурт «склеює» з декількох тисяч фотографій кліп «Твоє Ім'я» та знімає ще кілька різножанрових відео для «Ніколи мить не тягнеться так довго», саундтреків «Ninjas vs Zombies», «Ninjas vs Vampires» та «Ninjas vs Monsters».
У 2013 році склад колективу зазнає певних змін. За стійку клавішних стає Євген Мельниченко, а ритм за ударними тепер задає львів'янин Тарас Дем'ян. Вже у такому складі гурт виступає на літніх фестивалях і продовжує творчу діяльність.
Розвиток гурту триває. Досвід вокальних дуетів з другого альбому було успішно продовжено зі співачкою Іларією (ILLARIA) із піснею «Слухай мою тишу». У подальших планах — презентувати ще декілька кліпів, випустити третій альбом та продовжити роботу в кіно…
«ХОЛОDНЕ СОНЦЕ» вдало уникло нав'язливих спроб навісити на них ярлик «українських HIM» й тим самим загнати у якісь вузькі рамки. За їхнім власним визначенням, вони є мелодійними рокерами у найширшому розумінні цього поняття. Незалежність від чітких жанрових рамок дозволяє їм імпровізувати у широкому діапазоні — від драйвових, майже трешових композицій-бойовиків до ніжних балад, і ланками, що поєднують такі різні твори, вберігаючи від надмірної еклектичності, є елегійна мелодійність та щирий позитив композицій. Навіть так звані «темні» твори «ХОЛОDНОГО СОНЦЯ» насправді просякнуті світлом.
26 березня 2019 року, після тривалого затишшя, гурт «Холодне Сонце» представив свій кліп на пісню «Чорне Вино» з однойменного альбому, який вийшов у 2017 році.
10 грудня 2021 року гурт випускає пісню та кліп «Коли вдома усі на Різдво». Василь Гоцко заявляє про зміну напрямку творчості гурту і оголошує підготовку до виходу четвертого альбому.

## Хронологія історії гурту
- 10 грудня 2021 — Реліз пісні та кліпу «Коли вдома усі на Різдво». Василь Гоцко заявляє про зміну напрямку творчості гурту і оголошує підготовку до виходу четвертого альбому.
- 30 листопада 2017 — гурт випускає свій третій альбом «Чорне Вино», підписавши контракт із лейблом Comp Music.
- Грудень 2016 Фронтмен гурту Василь Гоцко анонсував новий альбом
- 7 листопада 2013 гурт представляє на оновленому сайті відеокліп на пісню «Until We Drop Down Dead»
- 16 лютого 2013 Холодне сонце організовує свій перший онлайн-концерт на своєму офіційному YouTube-каналі
- 1 грудня 2012 прем'єра кліпу «Ніколи мить не тягнеться так довго»
- 19 серпня 2012 на фестивалі «Захід» Василь Гоцко вперше виконує пісню «Пробач»

- 9 серпня 2012 хедлайнер фестивалю «Підкамінь-2012»
- 29 березня 2012 у прямому ефірі «Першого Національного» участь у проєкті, який увійшов до Книги Рекордів Гіннеса у категорії «Найдовший пісенний марафон за участю численних виконавців», — «Пісня Об'єднує Нас».
- 12 лютого 2012 «ХОЛОDНЕ СОНЦЕ» гучно відсвяткували свій 10-річний ювілей разом із музикантами, які грали з гуртом протягом його існування в різний час. Дійство відбулось в артпабі «Patrick» (Тернопіль).
- 6 грудня 2011 Василь Гоцко разом із співачкою ILLARIA вперше виконують спільну пісню «Слухай мою тишу» у київському артклубі «44».
- 24 вересня 2011 участь у фестивалі «Діти Ночі» разом з гуртами «Кому Вниз» та «Скрябін» (Київ).
- 18 серпня 2011 вокаліст гурту Василь Гоцко бере участь з акустичною програмою у Дні «Коронації Слова» в Українському домі (Київ).
- 14 травня 2011 презентація кліпу «Again to Die (Ninjas vs Vampires theme)» та концерт у клубі «Sullivan Room» (Київ)
- 21 листопада 2010 презентація кліпу «Твоє Ім'я» та концерт у столичному клубі «Route 66».
- 23 жовтня 2010 виступ на фестивалі просто неба «Рок-Шторм» у м. Калуші.
- 23 травня 2010 участь у благодійному фестивалі «Відкрите Небо» (м. Херсон).

21 травня 2010 Концерт «Холодного Сонця» в рамках фестивалю «кРок у майбутнє-2010» на набережній Парку Слави у м. Херсон.
9 травня 2010 Концерт «Холодного Сонця» в Збаражі, присвячений святкуванню 799-ї річниці з першої згадки про місто.
24 лютого 2010 «Холодне Сонце» презентує відео до головної теми стрічки «Ninjas vs Zombies», знятої американською компанією «Endlight Entertainment» минулого року.
Січень 2010 Знятий кліп до пісні «В останні Хвилини», що входить до останнього альбому «Театр темних Пелюсток». Кліп створений письменниками Наталкою та Олександром Шевченко, неодноразовими призерами конкурсу «Коронація Слова», авторами таких успішних романів, як «Бранці мороку», «Кривава осінь у місті лева», «Оксамитовий перевертень».
5 грудня 2009 у ККЗ «Ювілейний» (м. Херсон) «Холодне Сонце» бере участь у благодійному концерті, зібрані кошти з якого, було направлено на подолання наслідків епідемії грипу у Тернопільській області.
Літо 2009 гурт створив пісню на текст «Ловлю цю мить» учасника конкурсу «Коронація слова», Петра Сороки.
27 червня 2009 — «Холодне Сонце» стає переможцем національного фіналу фестивалю «кРок у майбутнє», м. Таврійськ (Херсонська обл.)
24 грудня 2008 — відбувається реліз другого повноцінного альбому «Холодного Сонця» — «Театр темних Пелюсток». Подія відбулась як результат підписання контракту гурту з однією з найпотужніших рекордингових компаній в Україні — MOON RECORDS.
18 грудня 2008 «Холодне Сонце» бере участь в урочистій презентації виданих романів авторів — переможців конкурсу «Коронація Слова-2008». Гурт представляє роман у жанрі «джіалло» — «Кривава осінь у місті лева» подружжя письменників Наталки та Олександра Шевченків.
Навесні 2008 Деніел Рос, симпатизуючи творчості гурту, запропонував останньому написати саундтрек до стрічки «Ninjas vs Zombies» молодого американського режисера Джастіна Тімпейна, де Рос виконав одну з головних ролей.
Василь Гоцко охоче погодився на цікаву пропозицію американців. Показ фільму компанії «Endlight Entertainment», з головною музичною темою у виконанні українців, було влаштовано на Хелловін цього ж року.
8 жовтня 2007 — у клубі «XXI век» (Одеса) в рамках вечірки «Goth but not dead party» відбувся концерт «Холодного Сонця». У вечірці також візьме участь одеський гурт «Crazy Juliet».
27 вересня 2007 — Андрій Левчак через стан здоров'я змушений залишити «Холодне Сонце».
21 серпня 2007 — після виходу кавера на головну тему до фільму «Трансформери» «Transformers Theme», здійсненого «Холодним Сонцем» під європейським іменем «SOLARICE», гурт отримав листа із позитивним відгуком американського актора Деніела Росса (Daniel Ross), який озвучив одного з негативних героїв — Зорекрика у грі «Трансформери», реліз якої відбувся одночасно з прем'єрою однойменного фільму, а також інших героїв у серіалах «Трансформери». Згодом, американський сайт «The Allspark», присвячений останнім подіям із життя трансформерської індустрії, опублікував у себе новину про вищезгаданий вихід каверу «Холодного Сонця (SOLARICE)» на композицію «Transformers Theme».
30 липня 2007 — випуск промо релізу «Für sie» що містить у собі однойменну пісню, підготовлену для фестивалю «Wave Gotic Treffen», який відбувався 25-28 травня в німецькому місті Leipzig.
10 червня 2007 — виступ на фестивалі «Мазепа Фест» у Полтаві.
25-28 травня 2007 року «Холодне Сонце» разом з гуртами «Error: Genesis» та «Кому Вниз» представляють Україну у німецькому Ляйпциґу на найбільшому в Європі готичному фестивалі Wave Gotic Treffen. Гурт грав на одній сцені із «Entwine», «Crematory» та «Amorphis». Також тут виступали гурти Zeraphine, «Secret Discovery», «69 eyes» та багато інших.
Лютий 2007 — вихід синґлу «Я кохаю Тебе» у День Всіх Закоханих. Василь Гоцко влаштував студійні записи пісень гурту «Янгол Кореллі». Цього ж місяця гурт реміксує композицію київського проєкту «Dazzle Dreams» — «Ікона».
Грудень 2006 — вихід новорічного синґлу «Де росли ці квіти».
Осінь 2006, Київ — гурт підписує контракт із Олегом Скрипкою про видання танцювального реміксу на пісню «Зникле у сні» у збірці «Українська сучасна лірична пісня», що входить до серії «Шедеври української музики», впорядкованої паном Олегом.
Осінь, 2006, Тернопіль — участь та підтримка 13-го всеукраїнського фестивалю молодіжного мистецтва «Нівроку-2006».
25 червня, 2006 — «Холодне Сонце» стає фіналістом відбіркового туру 8-го міжнародного молодіжного фестивалю «Чайка».
6 травня, 2006, — на відбірковому турі фестивалю «Червона Рута-2006» Василь Гоцко пропонує продюсерську підтримку молодому і талановитому гурту «Янгол Кореллі».
Січень, 2006 — створення першого відеокліпу гурту на пісню «Тінь кохання».
10 грудня, 2005 — підписання контракту з лейблом «Atlantic» (Київ) про розміщення пісні «Сірий сон» на компіляції «Українська готика-2».
16 жовтня, 2005, Тернопіль — участь та підтримка 12-го всеукраїнського фестивалю молодіжного мистецтва «Нівроку-2005».
17 вересня, 2005, Київ — виступ на українському готичному фестивалі «Діти Ночі-2».
Осінь, 2005 — Віталік через особисті проблеми не має змоги залишатись з гуртом, йому складає заміну молодий бас-гітарист Артемій Яковлєв.
Серпень, 2005 — завершення запису англомовної версії альбому «Промені Сліз» для релізу в країнах Європи.
31 липня, 2005 — поїздка в Болків (Польща), виступ на найбільшому в Східній Європі фестивалі темної сцени «Castle Party — 2005».
2 липня, 2005 — участь у програмі «Свіжа Кров» на столичному музичному телеканалі М1.
Весна, 2005 — концерти у Києві.
8 квітня, 2005 — виступ в Москві на фестивалі «GothLand».
21 лютого, 2005 — перемога у конкурсі реміксів австрійського проєкту «L'Ame Immortelle», ремікс «Холодного Сонця» («SOLARICE») на пісню «Calling» входить у сингл «Fallen Angel», випущений лейблом BMG у Європі. Це відбулось після того, як взимку 2004—2005 гуртом зацікавився лідер «L'Ame Immortelle» Томас Рейнер, з боку якого надходить пропозиція участі у конкурсі реміксів на пісні «Calling» та «Fear»: «Холодному Сонцю» пощастило приєднатись до конкурсу, у якому брали участь європейські готично-індустріальні колективи, в тому числі відомий гурт «Oomph!»).
2 грудня, 2004 — виступ в Мінську на «DarkWay Party». В гурту з'являється новий гітарист — Денис Коваленко.
11 жовтня, 2004, клуб «Store 205», Київ — гурт презентує свій альбом «Промені сліз».
28 вересня, 2004 — підписання контракту з лейблом «Atlantic» (Київ) про реліз дебютного альбому.
5 серпня, 2004 — відкриття офіційного сайту гурту, розробленого командою УГП — www.gothic.com.ua/hs (пізніше — www.solarice.com.ua)
17 липня, 2004 — «Холодне Сонце» стає лауреатом другої премії в рок-номінації на фестивалі «Перлини Сезону» в Запоріжжі. Гурт залишає Олександр Мусіхін, на його місце приходить Михайло Жук.
14 лютого 2004 — перший повноцінний виступ в Києві на концерті «Практика українського кохання» в КПІ.
Січень-лютий, 2004 — лист від Віталія «Стренджера» Федуна з пропозицією співпраці з УГП, її початок.
Зима 2004 — кінець формування нового складу: Віталій Верста (бас), Олександр Мусіхін (гітара), Андрій Левчак (ударні), Василь Завислюк (клавіші), Василь Гоцко (вокал).
Весна 2003 — зима 2004 — Василь працює самотужки над записом нового матеріалу і шукає нових людей для продовження повноцінного існування «Холодного Сонця».
Квітень 2003 — прослуховування на II відбірковому турі «Перлин сезону» у Києві. При приїзді зі столиці розпадається перший склад гурту.
Зима 2003 — гурт залишає Сергій. На його місце приходить молодий музикант Олексій Богомольний; з ним приходить його товариш — клавішник Петро Стойків.
Червень 2002 — перший демо-запис пісні «Не буде мрій», активна ротація в тернопільському радіопросторі.
15 лютого 2002 — перший виступ (Тернопіль, молодіжна організація «Пласт») у складі: Сергій Паращук (гітара), Сашко Пахомов (бас), Сашко Давосир (ударні), Василь Гоцко (вокал, гітара).
Весна 2001 — ідея створення гурту. Василь Гоцко знаходить музикантів, подавши оголошення в газету.

## Склад
- Василь Гоцко — вокал, гітара, тексти і музика;
- Артем Власюк — бас-гітара;
- Данило Чілікін — клавішні;
- Ігор Купрій — ударні.

## Дискографія

### Альбоми
- Промені сліз (2004)
- Театр темних Пелюсток (2008)
- Чорне Вино (2017)

### Інше
- The Shadow Of Love (Promo CD) [2004]
- Де росли ці квіти (окремок) [2006]
- Я кохаю тебе (окремок) [2007]
- Fuer Sie (окремок) [2007]
- Цілунок (окремок) [2007]
- В чужому теплі (окремок) [2008]
- Ніколи мить не тягнеться так довго (окремок) [2012]

## Відеокліпи
- 2006 — Тінь кохання
- 2007 — Transformers (theme)
- 2008 — Ninjas vs Zombies (Theme)
- 2009 — В останні Хвилини
- 2010 — Твоє Ім'я
- 2011 — Again to (Ninjas vs Vampires theme)
- 2012 — Ніколи мить не тягнеться так довго
- 2013 — Until We Drop Down Dead
- 2019 — Чорне вино

## Відгуки відомих особистостей
Сашко Положинський (гурт «Тартак»):
| "Приємно, що "ХОЛОDНЕ СОНЦЕ" тримає марку і не зраджує власним смакам. Помітно, що команда не збирається сходити з вибраного шляху і підлаштовуватися під вимоги моди. Разом з тим, ця стабільність немає нічого схожого з консервацією - помітно зростає рівень майстерності всього колективу, відчуваються сміливі спроби творчих пошуків та експериментів." |
Павло Гудімов:
| "ХОЛОDНЕ СОНЦЕ" - це якісний комерційний продукт з чітким попаданням у свою аудиторію. В гурту присутній нормальний гітарний діджітал саунд, зроблений за усіма законами шоу-бізнесу на високому рівні. Саме так виглядає наша музика у світовому процесі саунд-глобалізіції. Відрізнити матеріал "Холодного Сонця" від західного можливо лише через українські тексти." |
Юрко Журавель (гурт «Ot Vinta»):
| "Тексти пісень, на перший погляд, можуть здатися звичайним "соплерозмазуванням", але варто вслухатись, вдуматись і розумієш - там є ще другий, а то і третій зміст, з-поміж рядків читаються глибокі думки..." |
Остап Ступка:
| "Попри те, що це не зовсім та музика, яку я звик слухати, тішить, що і у нас в Україні роблять продукт, який з часом зможе конкурувати з всесвітньо-відомими "Marilyn Manson" чи "Apocalyptica"." |
Олександр Шевченко, письменник:
| "Хочеться провести аналогії з відомим американським художником Томасом Кінкейдом, що називав себе Художником Світла, і назвати ХОЛОDНЕ СОНЦЕ “гуртом, який грає Світло”. Можливо, в цьому і є їхній секрет." |

## Наживо
- ILLARIA та Василь Гоцко (ХОЛОDНЕ СОНЦЕ) — Слухай мою тишу